# Road to Perdition
 Road to Perdition és una pel·lícula estatunidenca de Sam Mendes estrenada el 2002, adaptació de la comèdia homònima escrita per Max Allan Collins i dibuixada per Richard Piers Rayner publicada per DC Comics el 1998.

## Argument
Hivern 1931 a Chicago. Michael Sullivan (Tom Hanks) és un assassí professional. Treballa a compte de John Rooney (Paul Newman), cap de la màfia irlandesa, que considera com el seu pare espiritual. Però un dia, un dels fills de Michael assisteix a un homicidi comès per Connor, el fill de Rooney. Connor, que ha estat sempre envejós de l'afecte del seu pare per Michael, decideix llavors assassinar Michael i tota la seva família perquè cap d'ells no ho pugui denunciar. Obligat a fugir amb el seu únic fill supervivent, Michael voldrà venjar-se però sobretot posar el seu fill en un lloc segur i oferir-li una vida diferent de la seva...

## Repartiment
- Tom Hanks: Michael Sullivan
- Paul Newman: John Rooney
- Daniel Craig: Connor Rooney
- Tyler Hoechlin: Michael Sullivan Jr.
- Jennifer Jason Leigh: Annie Sullivan
- Stanley Tucci: Frank Nitti
- Jude Law: Harlen Maguire
- Ciarán Hinds: Finn McGovern
- Liam Aiken: Peter Sullivan

## Premis i nominacions

### Premis[2]
- 2003. Oscar a la millor fotografia per a Conrad L. Hall[3]
- 2003. BAFTA a la millor fotografia per a Conrad L. Hall
- 2003. BAFTA al millor disseny de producció per a Dennis Gassner

### Nominacions
- 2002. Lleó d'Or
- 2003. Oscar al millor actor secundari per a Paul Newman
- 2003. Oscar a la millor direcció artística per a Dennis Gassner i Nancy Haigh
- 2003. Oscar a la millor banda sonora per a Thomas Newman
- 2003. Oscar al millor so per a Scott Millan, Bob Beemer i John Pritchett
- 2003. Oscar a la millor edició de so per a Scott A. Hecker
- 2003. Globus d'Or al millor actor secundari per a Paul Newman
- 2003. BAFTA al millor actor secundari per a Paul Newman

## Comentaris
- En una escena finalment tallada al muntatge i que figura en els extres del DVD, Al Capone, encarnat per Anthony LaPaglia, apareix en persona, furiós perquè Michael Sullivan (Tom Hanks) no hagi expulsat. El director Sam Mendes havia decidit per a aquesta escena d'allunyar-se del clixé habitual del Capone amb vestit a ratlles impecable, i barret al cap. El cèlebre padrí apareix doncs a la pantalla en vestimenta deixada i en mitjons. Però en el muntatge, malgrat la seva qualitat, aquesta escena va ser apartada ja que perjudicava la tensió dramàtica de la pel·lícula: la imatge de Capone que vehiculava el feia als ulls del públic molt menys perillós per a l'heroi.[4]
- El director Sam Mendes fa un cameo com a guardaespatlles de John Rooney en la massacre sota la pluja.